# Winnie Jepkemoi
Winnie Jepkemoi (* 9. Oktober 1993) ist eine kenianische Langstreckenläuferin, die sich auf Straßenläufe spezialisiert hat.
2011 gewann sie die 15 km von Massamagrell und den Singelloop Utrecht. 2012 wurde sie Dritte bei den 10 km von Taroudannt.

## Persönliche Bestzeiten
- 10-km-Straßenlauf: 31:32 min,	25. September 2011, Utrecht
- 15-km-Straßenlauf: 49:14 min, 14. Mai 2011, Massamagrell